# 梅斯 (阿尔代什省)
梅斯（法語：Meysse，法語發音：[mɛs]）是法国阿尔代什省的一个市镇，属于普里瓦区。克吕阿斯核电站的一部分位于境内。

## 地理
梅斯（44°36'34"N, 4°43'20"E）面积19.18 平方千米，位于法国奥弗涅-罗讷-阿尔卑斯大区阿尔代什省，该省份为法国东南部内陆省份，北起顺时针与卢瓦尔省、伊泽尔省、德龙省、沃克吕兹省、加尔省、洛泽尔省和上盧瓦爾省接壤。
与梅斯接壤的市镇（或旧市镇、城区）包括：克吕阿斯、罗什莫尔、拉韦宗河畔圣马丹、圣樊尚德巴雷斯、拉库库尔德、萨瓦斯。
梅斯的时区为UTC+01:00、UTC+02:00（夏令时）。

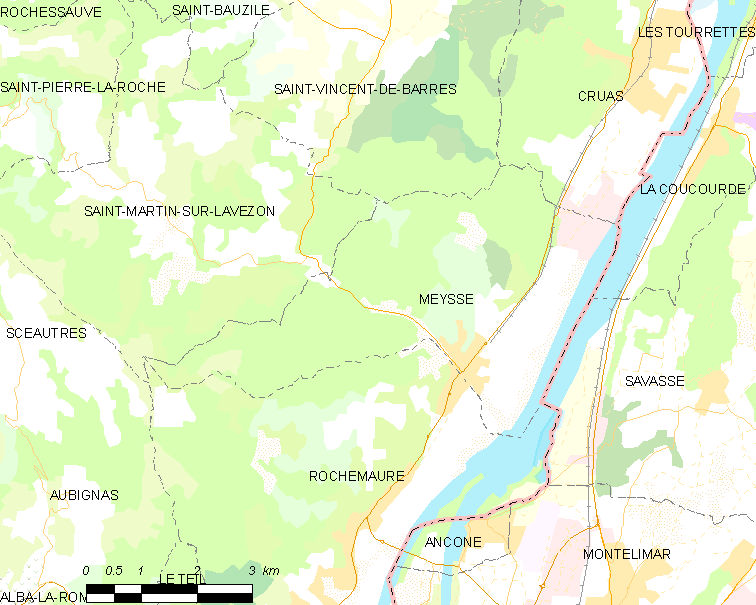
梅斯的OSM定位图

## 行政
梅斯的邮政编码为07400，INSEE市镇编码为07157。

## 政治
梅斯所属的省级选区为勒普赞县。

## 人口

1962-2008年间梅斯人口变化图示

梅斯于2022年1月1日时的人口数量为1380人。